# Gậy như ý

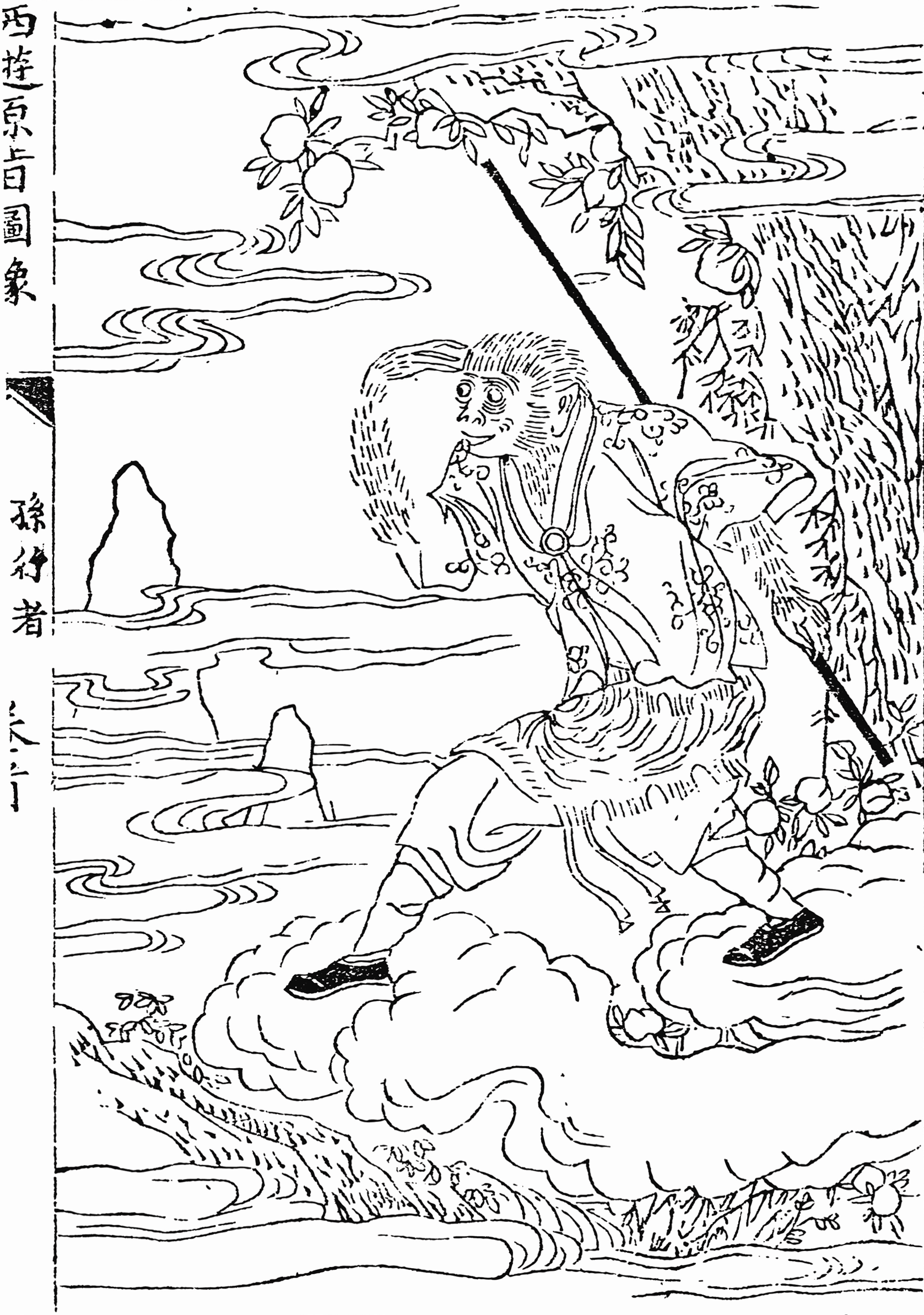
Bức họa Tôn Ngộ Không đang cầm gậy như ý (thế kỷ 19)

Gậy như ý (chữ Hán: 如意金箍棒; Hán Việt: Như ý kim cô bổng), hay gậy kim cô hoặc gậy như ý kim cô, còn được biết đến là cây thiết bảng, là cây gậy thần thông mà Tôn Ngộ Không sử dụng trong cuốn tiểu thuyết Tây du ký của Ngô Thừa Ân.